# Dihalni aparat
Izolirni dihalni aparat (ali s kratico IDA) je aparat za zaščito dihalnih organov na stisnjen (komprimiran) zrak. Ustvarja okoliščine, ki zelo ustrezajo dihanju (najbljižje naravnemu dihanju), vendar imajo dihalni aparati zaradi odprtega pretoka zraka v aparatu kratko zaščitno delovanje (do 60 minut), kar odreja njihovo uporabo. Namenjeni so za posredovanja, ki trajajo kratek čas in sicer zaradi bližine neškodljivega ozračja, ali pa za posredovanja, kjer drugi dejavniki omejujejo čas trajanja posredovanja (visoka temperatura). Spadajo v skupino izolirnih dihalnih aparatov, ki uporabnike popolnoma osamijo od zunanjega ozračja, ki je škodljivo zaradi vsebnosti plinov ali pomanjkanja kisika. Aparati so dihalni zaščitni aparati brez regeneracije - obnove izdihanega zraka.
Največ se uporabljajo v gasilstvu, potapljaštvu, v kemični in drugod v industriji, na letališčih, v komunalnih službah, vojski in drugod.
Aparati so preprosto oblikovani, oprema in vzdrževanje nista zahtevna, enostavna je njihova uporaba. Zaradi konstrukcijske "enostavnosti" obstaja razmeroma malo izvedb, ki se med seboj razlikujejo samo v podrobnostih.

## Sestavni deli aparata
1-nosilno ogrodje z naramnicami in trebušnim pasom
2-tlačna posoda (jeklenka) za zrak z ventilom
3-reducirni ventil
4-varnostni ventil
5-varnostna piščal
6-visokotlačni vod z manometrom
7-srednjetlačni vod - zračni vod
8-pljučni avtomat
9-zaščitna maska

## Opis sestavnih delov

### Nosilno ogrodje z naramnicami in trebušnim pasom
Nosilna ogrodja so izdelana iz lahkih kovin pločevine in obarvane z zaščitno barvo ali ne, če so izdelana iz nerjavečih materialov. Novejše so iz lahkih umetnih mas, oblike in podložene tako, da se lepše prilagajajo hrbtu reševalca-uporabnika. Opremljena so z nosilci za pritrditev delov aparata (reducirni ventil), tračno spono, ki omogoča hitro in enostavno pritrditev jeklenke. Nosilne vezi, naramnice in trebušni pas so izdelani iz trevira-umetnih tkanin.

### Tlačna posoda z ventilom - jeklenka
Tlačna posoda z ventilom (v nadaljevanju jeklenka) predstavlja blok aparata. Izdelane so iz kakovostnega jekla, novejše-ultra lahke pa iz umetnih vlaken.
Jeklenke so ovalne oblike z grlom, kjer je privit ventil. Poznamo več velikosti jeklenk 4L-200Bar, 6L-300Bar, 6.8L-300Bar
Ventil jeklenke je namenjen za odpiranje ali zapiranje zraka v jeklenki. Ventila jeklenke ne smemo zapirati na silo!

### Reducirni ventil
Reducirni ventil je naprava za zmanjšanje tlaka zraka, ki priteka iz jeklenke, ne glede na tlak v njej, na konstanten srednji tlak od 5.5 do 8barov, odvisno od nastavitve ventila. Reducirni ventil je tovarniško plombiran.

### Varnostna piščal
Aparati so opremljeni z zvočno signalno varnostno piščaljo. Kakor hitro se tlak v jeklenki zmanjša na 55 Barov, se aktivira-oglasi varnostna piščal, ki opozarja nosilca dihalnega aparata, da mora zapustiti nevarno območje v čim krajšem možnem času.

### Visokotlačni vod z manometrom
Merilec količine zraka v jeklenki sestavlja visokotlačni vod z manometrom. Manometer je namenjen za odčitavanje tlaka zraka v jeklenki v vsakem trenutku uporabe aparata. Visokotlačna cev spaja jeklenko oziroma ventil jeklenke z manometrom. Zrak iz jeklenke k manometru ne teče skozi reducirni ventil.

### Srednjetlačni vod -zračni vod
Pretok zraka iz jeklenke do reševalca poteka po srednjetlačnem vodu-zračnem vodu. Ta je izdelan iz gibljive armirane gumijaste cevi, opremljene s priključki. Izdelana je lahko iz enega ali dveh delov, ki sta med seboj neprepustno spojena v celoto. Spojnice se spajajo hitro in enostavno (stecko-sistem).

### Plučni avtomat
Pljučni avtomat je naprava, ki avtomatsko daje-odmerja potrebno količino zraka za dihanje tako pri manjšem kot pri večjem telesnem naporu. Deluje popolnoma avtomatsko, odvisno od potrebne količine zraka za dihanje, zato ima tudi ime "avtomat po potrebi".

### Zaščitna maska
Zaščitna dihalna maska za izolirni dihalni aparat s stisnjenim zrakom je predvidena kot priključek na pljučni avtomat oziroma dihalno cev. Namenjena je za vdihavanje in izdihavanje zraka v sistemu dihanja z izolirnim dihalnim aparatom.
Obrazni del maske je zaradi dveh tesnilnih pasov, ki se dobro prilegata obrazu, primeren za vse oblike obraza. Izdelan je iz gume ali silikona.
Naglavni pritrdilni pasovi imajo neomejeno možnost namestitve zaščitne maske, kar omogoča dobro tesnjenje tako pri pod, kot pri nadtlaku.